# Bernard Zoba
Bernard Zoba, né le 17 septembre 1950 à Les Saras (département du Kouilou) sous le régime de l’Afrique-Équatoriale française  (devenue République du Congo), est un homme d’affaires et diplomate congolais. Fils de cheminots, il reprit le flambeau et occupa les plus hautes fonctions dans le domaine des infrastructures et du transport sur le continent africain. Commissaire aux infrastructures et à l'énergie à la Commission de l’Union africaine à Addis-Abeba (Éthiopie), il contribua, le 13 septembre 2005, à la signature d’un accord historique entre la France et l’Union africaine sur l’octroi d’une donation de 5 millions d’euros pour le renforcement des institutions de l’organisation continentale.
Cet accord signe son engagement pour la cause du développement des infrastructures du continent africain.

## Biographie
Après avoir décroché en 1971 son baccalauréat série C (mathématique et physique) au Lycée Victor Augagneur de Pointe-Noire, Bernard Zoba obtient une bourse d’étude pour l’Union soviétique (URSS). À Moscou, il rencontre Tatiana Zaїtseva, ingénieur des chemins de fer, qui deviendra par la suite sa première épouse d’origine russe. À la fin de ses études, Bernard Zoba obtient un premier diplôme d’ingénieur en construction et maintenance des voies ferrées (Master of Sciences in Engineering).
En 1977, de retour au Congo, il intègre l’Agence transcongolaise des communications (ATC) à Pointe-Noire en qualité d’Ingénieur à la division des études. Il repart[Quand ?] en Union soviétique et obtient, en 1983, un doctorat d’État en sciences techniques avec mention honorifique (Doctor of Philosophy, in Technical Sciences) à l’université d'État des voies de communication de Moscou (MIIT).
En 1984, Bernard Zoba est nommé Directeur adjoint du réalignement du chemin de fer Congo-Océan à l’Agence transcongolaise des communications (ATC) à Pointe-Noire (initiative lancée par le président congolais Marien Ngouabi dont les travaux se sont étalés entre 1976 et 1985).
À la suite de la création en 1987, par l'Union africaine des chemins de fer et la Coopération française, de la première École supérieure africaine des cadres des chemins de fer (ESACC) en Afrique centrale, Bernard Zoba part à Brazzaville pour rejoindre le centre en qualité d’expert, formateur et chef du département « Voie et génie civil ».

## Carrière internationale
De 1996 à 2003, il est Secrétaire général de l’Union africaine des chemins de fer et Chef de mission diplomatique à Kinshasa (RDC).
De 2003 à 2008, il est Commissaire chargé des infrastructures et de l'énergie à la Commission de l'Union africaine à Addis-Abeba (Éthiopie).
De 2008 à 2012, il est commissaire chargé du Département des infrastructures et du développement durable à la commission de la Communauté économique et monétaire de l’Afrique centrale à Bangui en République centrafricaine.

## Ouvrages et publications
La Voie ferrée métrique : Constitution, Pose et Entretien préface de Jean-Pierre Loubinoux, Directeur général de l’Union internationale des chemins de fer (UIC), L’Harmattan, Paris, 2016  (ISBN 9782343066585).
Pour un système de transport ferroviaire efficace, au service du développement et de l’intégration de l’Afrique. Rapport d’orientation pour la première Conférence de l’Union africaine des ministres chargés du Transport ferroviaire, Addis-Abeba, 2006.
« La Problématique du développement des transports ferroviaires en Afrique », Journal Rail International, janvier 2002.
« Comment choisir le type de rail à employer », Journal L’Écho de l’ESACC, n°9, 1994.
« Le Coefficient de dévers de la voie ferrée : Qu’est-ce que c’est et comment le détermine-t-on ? », Journal L’Écho de l’ESACC, n°8, 1994.
L’Amélioration de la productivité et de la qualité de service : Élément fondamental pour accroître la compétitivité de l’entreprise ferroviaire africaine. Rapport présenté au "Séminaire pour dirigeants sur la gestion et stratégie dans l’entreprise ferroviaire", organisé par la Coopération française et la Banque mondiale, ESACC, Brazzaville, 1993.
« Stabilité des longs rails soudés en voie métrique », Journal Rail International, juin 1989.
« Méthode pratique de calcul de la stabilité de la voie en longs rails soudés », Agence transcongolaise des communications. Direction générale, service du réalignement du CFCO, 1987.
Conditions d’emploi de la voie ferrée sans joints sur les chemins de fer de la République populaire du Congo. Thèse de Doctorat. Université d'État des voies de communication de Moscou (MIIT), juin 1983 (en russe).

## Récompenses
- Chevalier national dans l'ordre du dévouement congolais[8].
- Commandeur de l’ordre du Mérite de la CEMAC.
- Lauréat du prix Individual Achievement Award de l’Aviation and Allied Business Leadership Conference[9].

## Vie privée
Père de six enfants, il est aujourd’hui marié à Yodit Getahun d’origine éthiopienne.

## Citations
« En effet, pour moi, l’Afrique doit être dotée de systèmes intégrés d’infrastructures de transport, de communications et d’énergie fiables, efficaces et abordables, capables de promouvoir l’intégration régionale et d’assurer sa participation à la mondialisation ». Discours d’introduction du Dr. Bernard Zoba prononcé à la Conférence sur le développement des infrastructures de la zone CEMAC à Brazzaville, le 24 juillet 2008.